# Liste des juridictions catholiques aux États-Unis
Les juridictions catholiques des États-Unis sont au nombre de 195, reparties en : 
- 34 archidiocèses métropolitains de rite latin
- 158 diocèses de rite latin (dont un diocèse outre-mer : celui des Iles Vierges américaines)
- 1 ordinariat militaire
- 1 ordinariat personnel pour les anciens épiscopaliens ayant rejoint l'Église catholique.
- 1 archéparchie (des Ruthènes à Pittsburgh, sui iuris) 
  - avec en plus 17 juridictions pour les Églises de rite oriental

Ces juridictions sont elles-mêmes regroupées par régions, au nombre de 15 qui constituent des sous-ensembles au sein de la conférence des évêques catholiques des États-Unis.

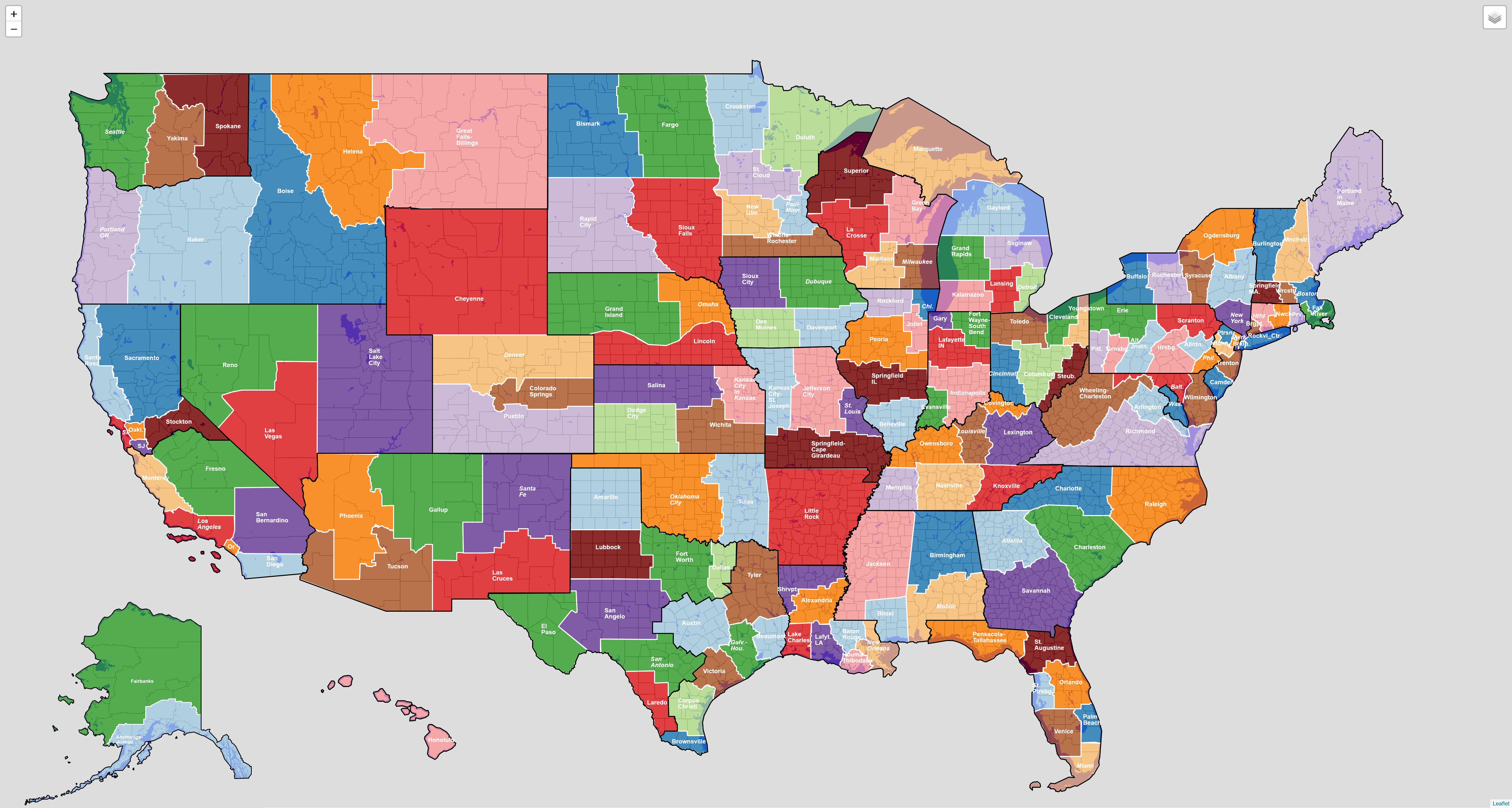
Diocèses de l'Église catholique aux États-Unis. Les bordures blanches délimitent les diocèses, et les bordures noires les provinces (35).
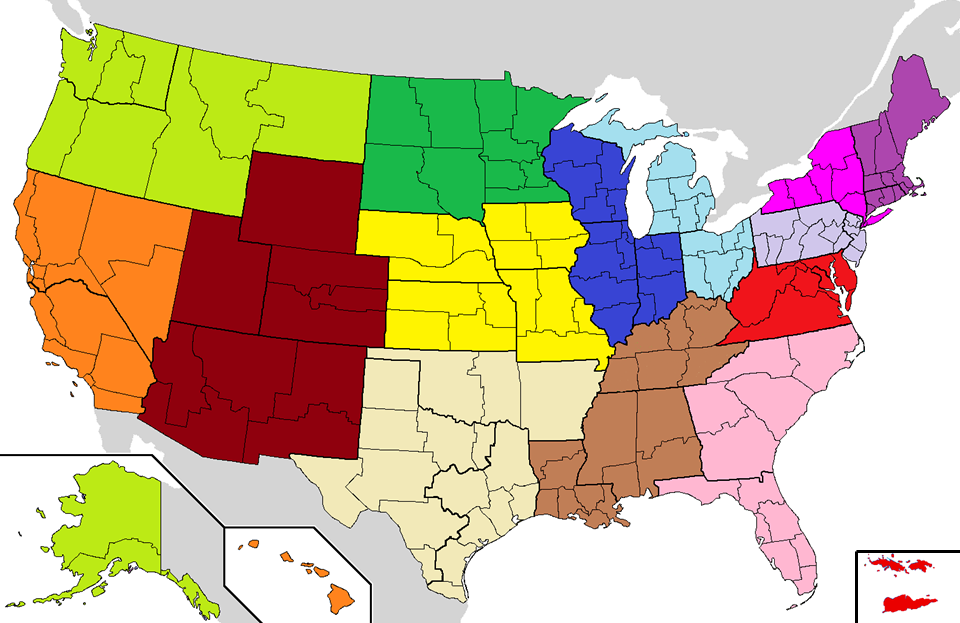
Les quatorze régions territoriales de la conférence des évêques des États-Unis.

## Liste des juridictions

### Région I
La région I regroupe les diocèses du Massachusetts, du Connecticut, du Vermont, du Maine, du New Hampshire et de Rhode Island.

#### Province ecclésiastique de Boston
- Archidiocèse de Boston (Liste des évêques et archevêques de Boston) 
  - Diocèse de Burlington (Liste des évêques de Burlington)
  - Diocèse de Fall River (Liste des évêques de Fall River)
  - Diocèse de Manchester (Liste des évêques de Manchester)
  - Diocèse de Portland (Liste des évêques de Portland)
  - Diocèse de Springfield (Liste des évêques de Springfield)
  - Diocèse de Worcester (Liste des évêques de Worcester)

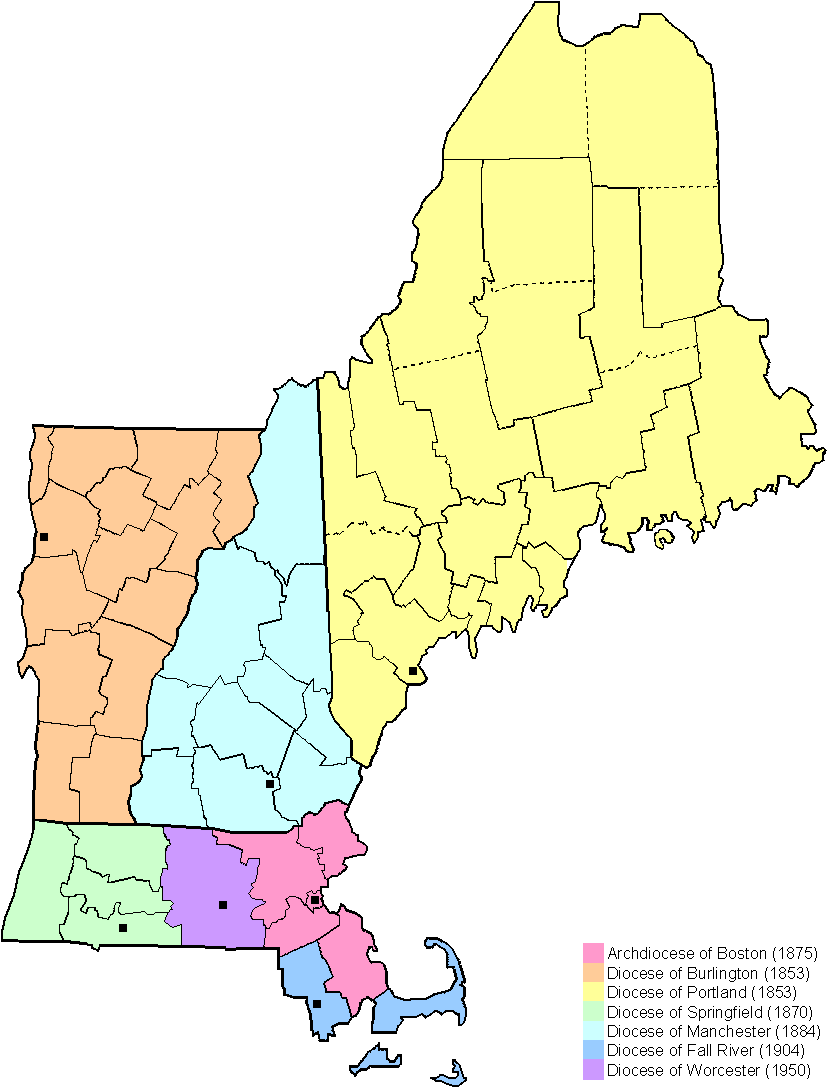
Province ecclésiastique de Boston.

#### Province ecclésiastique de Hartford
- Archidiocèse de Hartford
  - Diocèse de Bridgeport (Liste des évêques de Bridgeport)
  - Diocèse de Norwich (Liste des évêques de Norwich)
  - Diocèse de Providence (Liste des évêques de Providence)

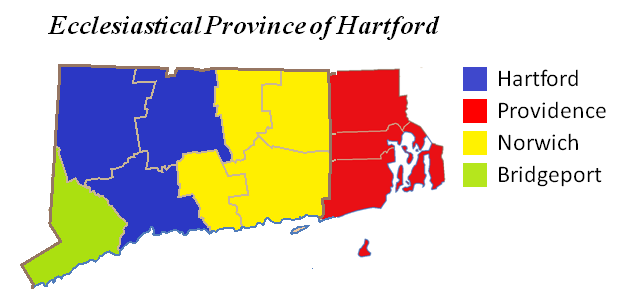
Province ecclésiastique de Hartford.

### Région II
La région II regroupe les diocèses de l'État de New York.

#### Province ecclésiastique de New York
- Archidiocèse de New York (Liste des évêques et archevêques de New York)
  - Diocèse d'Albany (Liste des évêques d'Albany)
  - Diocèse de Brooklyn (Liste des évêques de Brooklyn)
  - Diocèse de Buffalo (Liste des évêques de Buffalo)
  - Diocèse d'Ogdensburg (Liste des évêques d'Ogdensburg)
  - Diocèse de Rochester (Liste des évêques de Rochester)
  - Diocèse de Rockville Centre (Liste des évêques de Rockville Centre)
  - Diocèse de Syracuse (Liste des évêques de Syracuse)

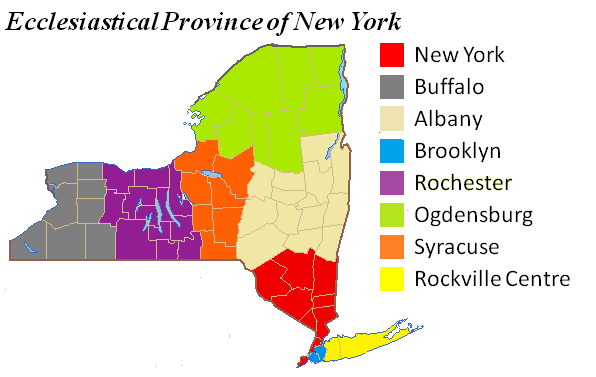
Province ecclésiastique de New York.

### Région III
La région III regroupe les diocèses du New Jersey et de Pennsylvanie.

#### Province ecclésiastique de Newark
- Archidiocèse de Newark (Liste des évêques et archevêques de Newark)
  - Diocèse de Camden (Liste des évêques de Camden)
  - Diocèse de Metuchen (en) (Liste des évêques de Metuchen)
  - Diocèse de Paterson (en) (Liste des évêques de Paterson)
  - Diocèse de Trenton (Liste des évêques de Trenton)

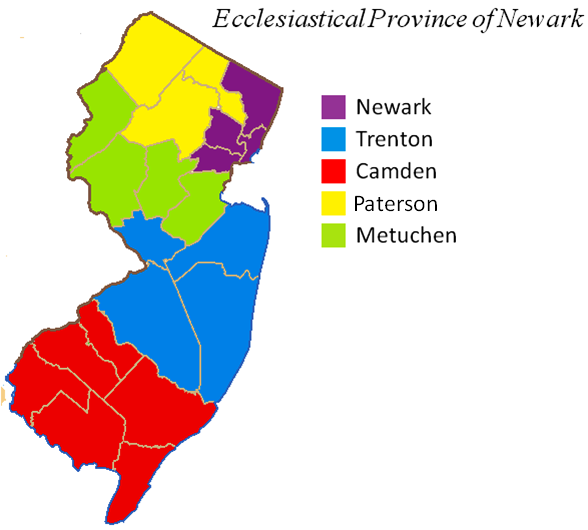
Province ecclésiastique de Newark.

#### Province ecclésiastique de Philadelphie
- Archidiocèse de Philadelphie (Liste des évêques et archevêques de Philadelphie)
  - Diocèse d'Allentown (Liste des évêques d'Allentown)
  - Diocèse d'Altoona-Johnstown (en) (Liste des évêques d'Altoona-Johnstown)
  - Diocèse d'Érié (Liste des évêques d'Érié)
  - Diocèse de Greensburg (Liste des évêques de Greensburg)
  - Diocèse de Harrisburg (Liste des évêques de Harrisburg)
  - Diocèse de Pittsburgh (Liste des évêques de Pittsburgh)
  - Diocèse de Scranton (Liste des évêques de Scranton)

Province ecclésiastique de Philadelphie.

### Région IV
La région IV regroupe les diocèses du district de Columbia, du Delaware, du Maryland, de la Virginie, de la Virginie-Occidentale, des îles Vierges américaines ainsi que l'ordinariat militaire des États-Unis.

#### Province ecclésiastique de Washington
- Archidiocèse de Washington (Liste des archevêques de Washington)
  - Diocèse de Saint-Thomas (Liste des évêques de Saint-Thomas)

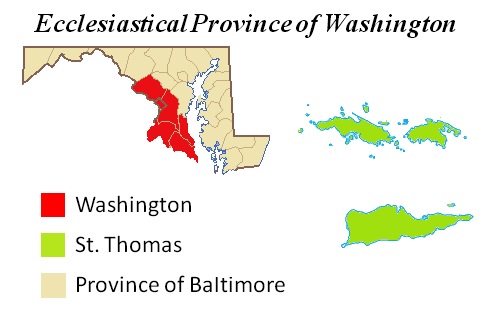
Province ecclésiastique de Washington.

#### Province ecclésiastique de Baltimore
- Archidiocèse de Baltimore (Liste des évêques et archevêques de Baltimore)
  - Diocèse d'Arlington (Liste des évêques d'Arlington)
  - Diocèse de Richmond (Liste des évêques de Richmond)
  - Diocèse de Wheeling-Charleston (Liste des évêques de Wheeling-Charleston)
  - Diocèse de Wilmington (Liste des évêques de Wilmington)

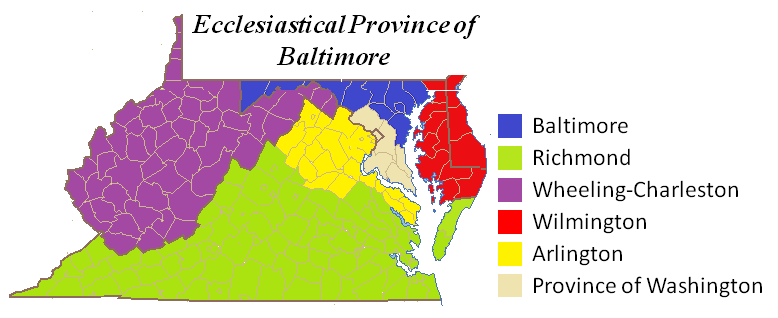
Province ecclésiastique de Baltimore.

#### Hors province
- Archidiocèse aux Forces armées des États-Unis (Liste des évêques et archevêques aux Armées des États-Unis)

### Région V
La région V regroupe les diocèses de l'Alabama, du Kentucky, de Louisiane, du Mississippi et du Tennessee.

#### Province ecclésiastique de Louisville

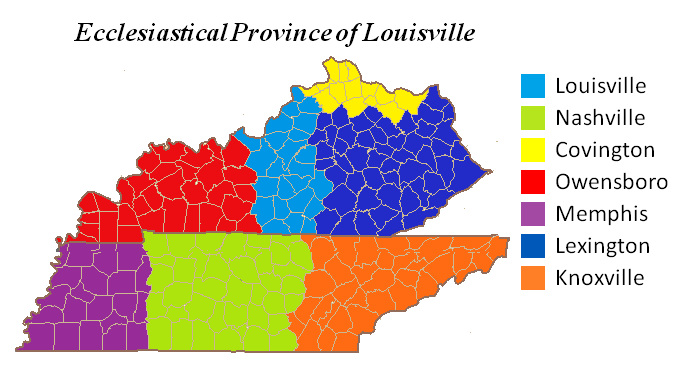
Province ecclésiastique de Louisville.

- Archidiocèse de Louisville
  - Diocèse de Covington (Liste des évêques de Covington)
  - Diocèse de Knoxville (en) (Liste des évêques de Knoxville)
  - Diocèse de Lexington (Liste des évêques de Lexington)
  - Diocèse de Memphis (Liste des évêques de Memphis)
  - Diocèse de Nashville (Liste des évêques de Nashville)
  - Diocèse d’Owensboro (en) (Liste des évêques d'Owensboro)

#### Province ecclésiastique de la Nouvelle-Orléans
- Archidiocèse de La Nouvelle-Orléans (Liste des évêques et archevêques de La Nouvelle-Orléans)
  - Diocèse d'Alexandria (en) (Liste des évêques d'Alexandria)
  - Diocèse de Bâton-Rouge (Liste des évêques de Bâton-Rouge)
  - Diocèse de Houma-Thibodaux (Liste des évêques de Houma-Thibodaux)
  - Diocèse de Lafayette (en) (Liste des évêques de Lafayette)
  - Diocèse  de Lake Charles (en) (Liste des évêques de Lake Charles)
  - Diocèse de Shreveport (Liste des évêques de Shreveport)

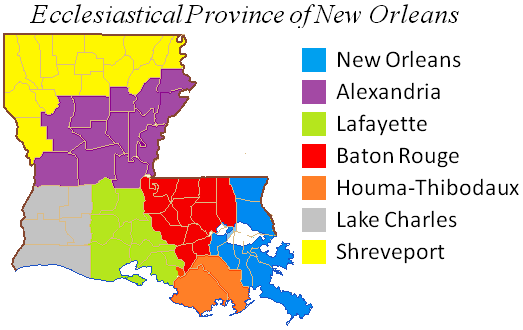
Province ecclésiastique de la Nouvelle Orléans.

#### Province ecclésiastique de Mobile
- Archidiocèse de Mobile (Liste des évêques et archevêques de Mobile)
  - Diocèse de Biloxi (en) (Liste des évêques de Biloxi)
  - Diocèse de Birmingham (Liste des évêques de Birmingham )
  - Diocèse de Jackson (en) (Liste des évêques de Jackson)

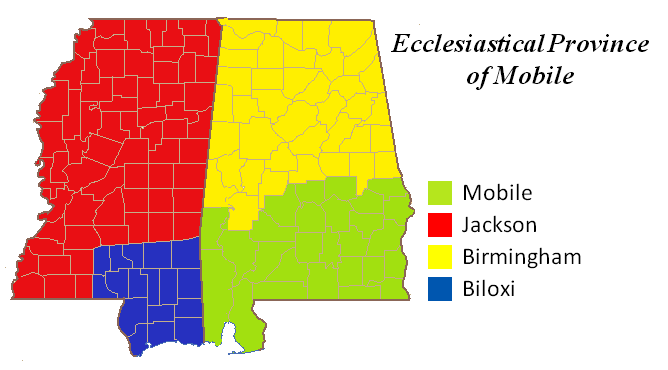
Province ecclésiastique de Mobile.

### Région VI
La région VI regroupe les diocèses de l'Ohio et du Michigan.

#### Province ecclésiastique de Cincinnati
- Archidiocèse de Cincinnati (Liste des évêques et archevêques de Cincinnati)
  - Diocèse de Cleveland (Liste des évêques de Cleveland)
  - Diocèse de Columbus (Liste des évêques de Columbus)
  - Diocèse de Steubenville (Liste des évêques de Steubenville)
  - Diocèse de Toledo (Liste des évêques de Toledo)
  - Diocèse de Youngstown (Liste des évêques de Youngstown)

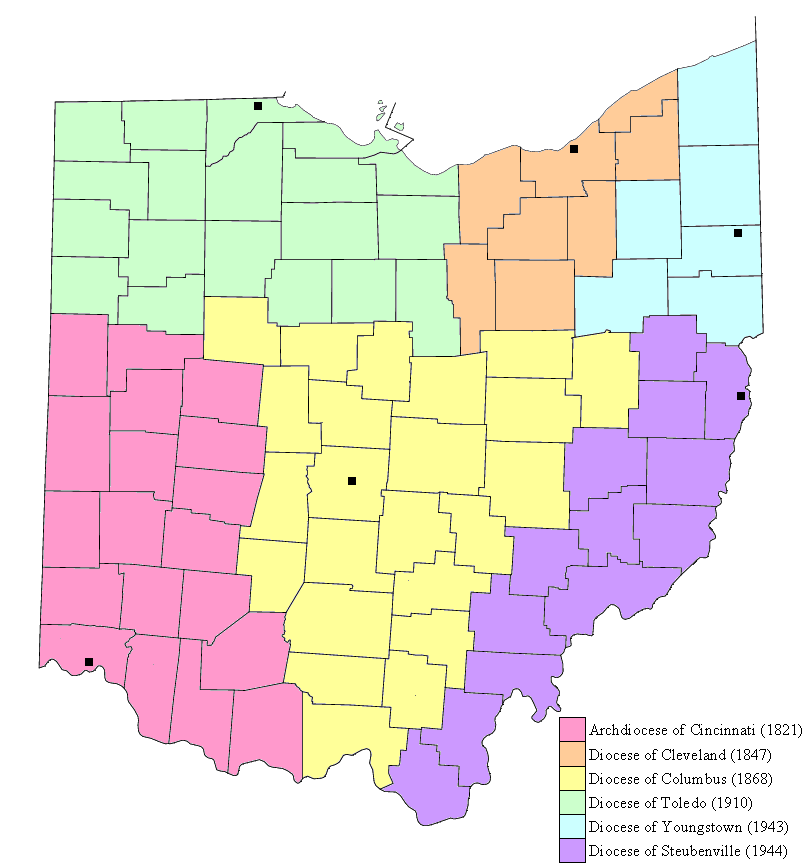
Province ecclésiastique de Cincinnati.

#### Province ecclésiastique de Detroit
- Archidiocèse de Détroit (Liste des évêques et archevêques de Détroit)
  - Diocèse de Gaylord (Liste des évêques de Gaylord)
  - Diocèse de Grand Rapids (Liste des évêques de Grand Rapids)
  - Diocèse de Kalamazoo (Liste des évêques de Kalamazoo)
  - Diocèse de Lansing (Liste des évêques de Lansing)
  - Diocèse de Marquette (Liste des évêques de Marquette)
  - Diocèse de Saginaw (Liste des évêques de Saginaw)

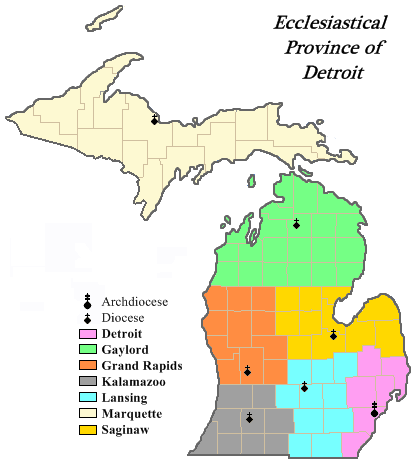
Province ecclésiastique de Detroit.

### Région VII
La région VII regroupe les diocèses de l'Illinois, de l'Indiana et du Wisconsin.

#### Province ecclésiastique de Chicago
- Archidiocèse de Chicago (Liste des évêques et archevêques de Chicago)
  - Diocèse de Belleville (Liste des évêques de Belleville)
  - Diocèse de Joliet en Illinois (Liste des évêques de Joliet en Illinois)
  - Diocèse de Peoria (Liste des évêques de Peoria)
  - Diocèse de Rockford (Liste des évêques de Rockford)
  - Diocèse de Springfield en Illinois (en) (Liste des évêques de Springfield en Illinois

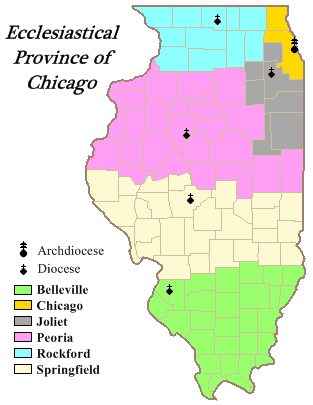
Province ecclésiastique de Chicago.

#### Province ecclésiastique d'Indianapolis
- Archidiocèse d'Indianapolis (Liste des évêques et archevêques d'Indianapolis)
  - Diocèse d'Evansville (Liste des évêques d'Evansville)
  - Diocèse de Fort Wayne-South Bend (Liste des évêques de Fort Wayne-South Bend)
  - Diocèse de Gary (en) (Liste des évêques de Gary)
  - Diocèse de Lafayette-en-Indiana (Liste des évêques de Lafayette-en-Indiana)

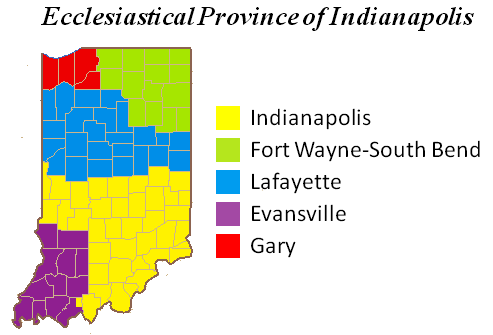
Province ecclésiastique d'Indianapolis.

#### Province ecclésiastique de Milwaukee
- Archidiocèse de Milwaukee
  - Diocèse de Green Bay (en) (Liste des évêques de Green Bay)
  - Diocèse de La Crosse (Liste des évêques de La Crosse)
  - Diocèse de Madison (en) (Liste des évêques de Madison)
  - Diocèse de Superior (en) (Liste des évêques de Superior)

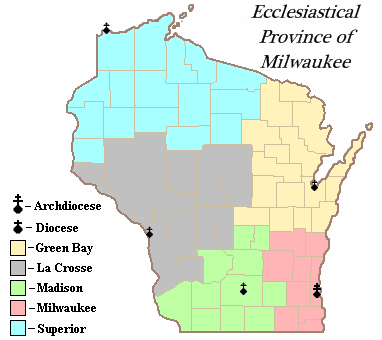
Province ecclésiastique de Milwaukee.

### Région VIII
La région VIII regroupe les diocèses du Dakota du nord, du Dakota du sud et du Minnesota.

#### Province ecclésiastique de Saint-Paul et Minneapolis
- Archidiocèse de Saint-Paul et Minneapolis (Liste des évêques et archevêques de Saint Paul et Minneapolis)
  - Diocèse de Bismarck (Liste des évêques de Bismarck)
  - Diocèse de Crookston (en) (Liste des évêques de Crookston)
  - Diocèse de Duluth (Liste des évêques de Duluth)
  - Diocèse de Fargo (Liste des évêques de Fargo)
  - Diocèse de New Ulm (Liste des évêques de New Ulm)
  - Diocèse de Rapid City (Liste des évêques de Rapid City)
  - Diocèse de Saint Cloud (en) (Liste des évêques de Saint Cloud)
  - Diocèse de Sioux Falls (Liste des évêques de Sioux Falls)
  - Diocèse de Winona-Rochester (Liste des évêques de Winona)

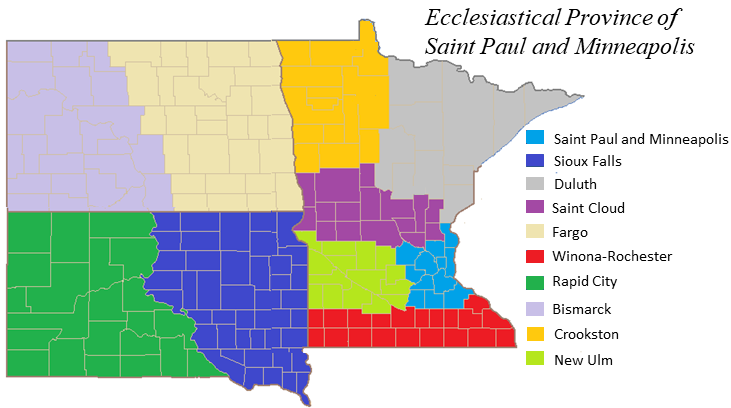
Province ecclésiastique de Saint-Paul et Minneapolis.

### Région IX
La région IX regroupe les diocèses de l'Iowa, du Kansas, du Missouri, du Nebraska.

#### Province ecclésiastique de Dubuque
- Archidiocèse de Dubuque (Liste des évêques et archevêques de Dubuque)
  - Diocèse de Davenport (Liste des évêques de Davenport)
  - Diocèse de Des Moines (Liste des évêques de Des Moines)
  - Diocèse de Sioux City (Liste des évêques de Sioux City)

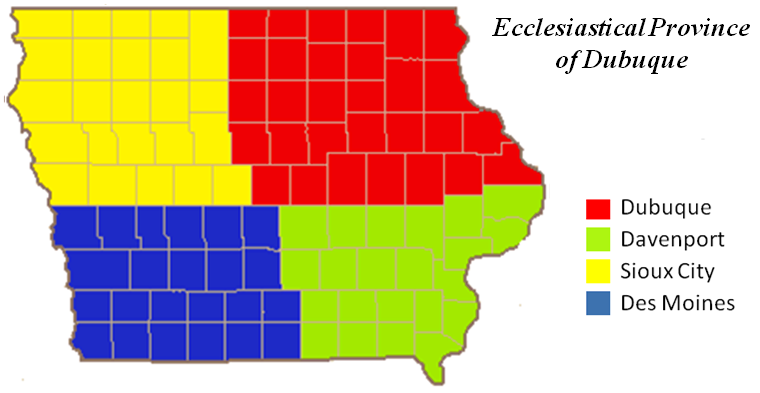
Province ecclésiastique de Dubuque.

#### Province ecclésiastique de Kansas City
- Archidiocèse de Kansas City au Kansas (Liste des évêques et archevêques de Kansas City au Kansas
  - Diocèse de Dodge City (Liste des évêques de Dodge City)
  - Diocèse de Salina (Liste des évêques de Salina)
  - Diocèse de Wichita (Liste des évêques de Wichita)

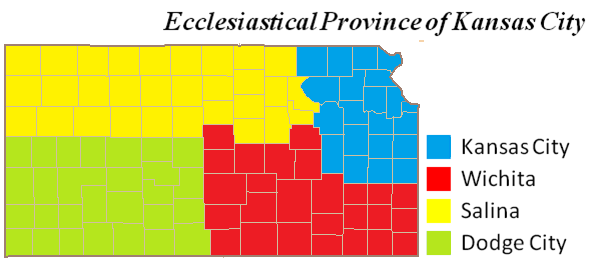
Province ecclésiastique de Kansas City.

#### Province ecclésiastique de Saint-Louis
- Archidiocèse de Saint-Louis (Liste des évêques et archevêques de Saint-Louis)
  - Diocèse de Jefferson City (Liste des évêques de Jefferson City)
  - Diocèse de Kansas City-Saint Joseph (Liste des évêques de Kansas City-Saint Joseph)
  - Diocèse de Springfield-Cape Girardeau (en) (Liste des évêques de Springfield-Cape Girardeau)

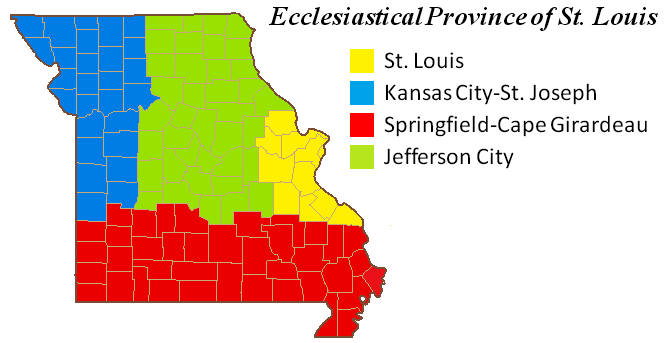
Province ecclésiastique de Saint-Louis.

#### Province ecclésiastique d'Omaha
- Archidiocèse d'Omaha (Liste des évêques et archevêques d'Omaha)
  - Diocèse de Grand Island (Liste des évêques de Grand Island)
  - Diocèse de Lincoln (Nebraska) (Liste des évêques de Lincoln (Nebraska)

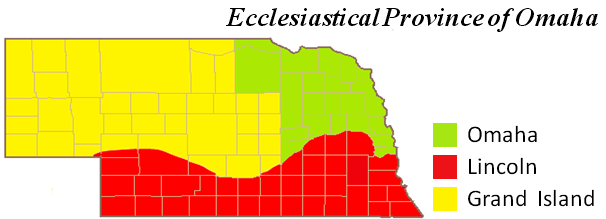
Province ecclésiastique d'Omaha.

### Région X
La région X regroupe les diocèses de l'Arkansas, de l'Oklahoma et du Texas.

#### Province ecclésiastique de Galveston-Houston
- Archidiocèse de Galveston-Houston (Liste des évêques et archevêques de Galveston-Houston)
  - Diocèse d'Austin (Liste des évêques d'Austin)
  - Diocèse de Beaumont (Liste des évêques de Beaumont)
  - Diocèse de Brownsville (Liste des évêques de Brownsville)
  - Diocèse de Corpus Christi (Liste des évêques de Corpus Christi)
  - Diocèse de Tyler (Liste des évêques de Tyler)
  - Diocèse de Victoria au Texas (Liste des évêques de Victoria au Texas)

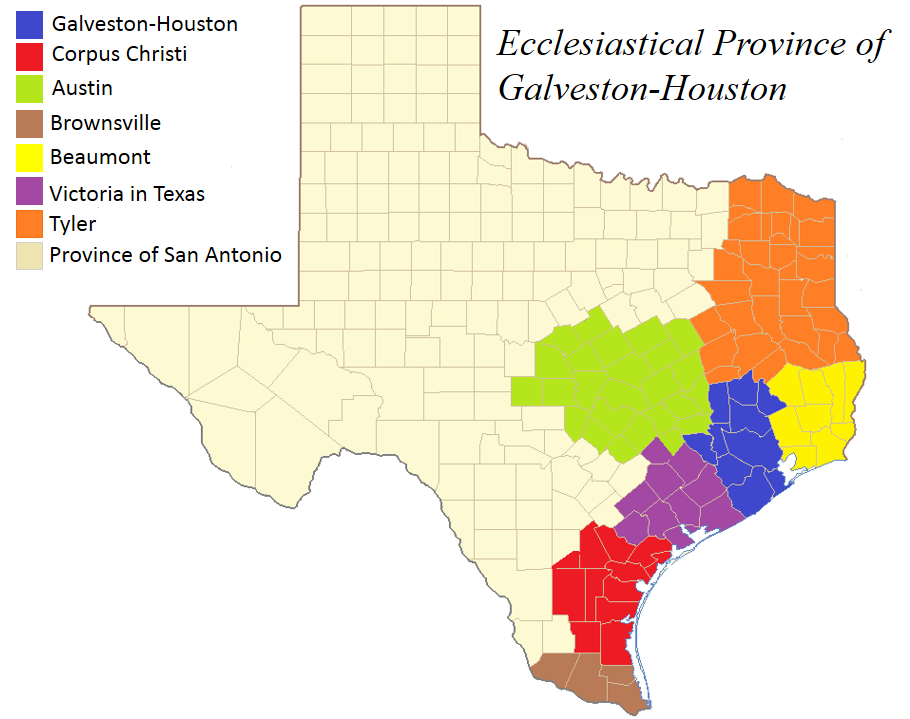
Province ecclésiastique de Galveston-Houston.

#### Province ecclésiastique d'Oklahoma City
- Archidiocèse d'Oklahoma City (Liste des évêques et archevêques d'Oklahoma City)
  - Diocèse de Little Rock (Liste des évêques de Little Rock)
  - Diocèse de Tulsa (Liste des évêques de Tulsa)

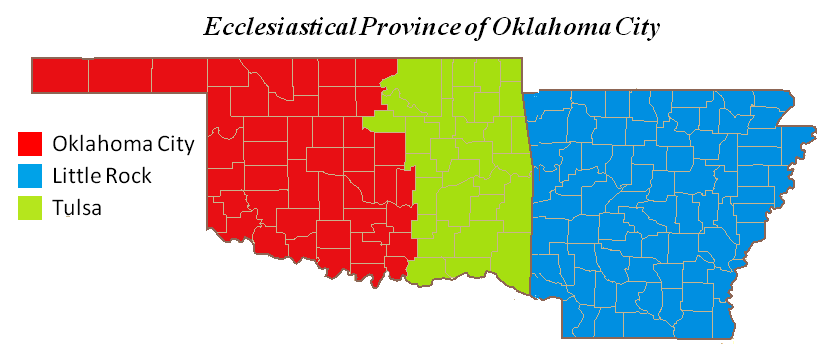
Province ecclésiastique d'Oklahoma City.

#### Province ecclésiastique de San Antonio
- Archidiocèse de San Antonio (Liste des évêques et archevêques de San Antonio)
  - Diocèse d'Amarillo (Liste des évêques d'Amarillo)
  - Diocèse de Dallas (Liste des évêques de Dallas)
  - Diocèse d'El Paso (Liste des évêques d'El Paso)
  - Diocèse de Fort Worth (Liste des évêques de Fort Worth)
  - Diocèse de Laredo (Liste des évêques de Laredo)
  - Diocèse de Lubbock (Liste des évêques de Lubbock)
  - Diocèse de San Angelo (Liste des évêques de San Angelo)

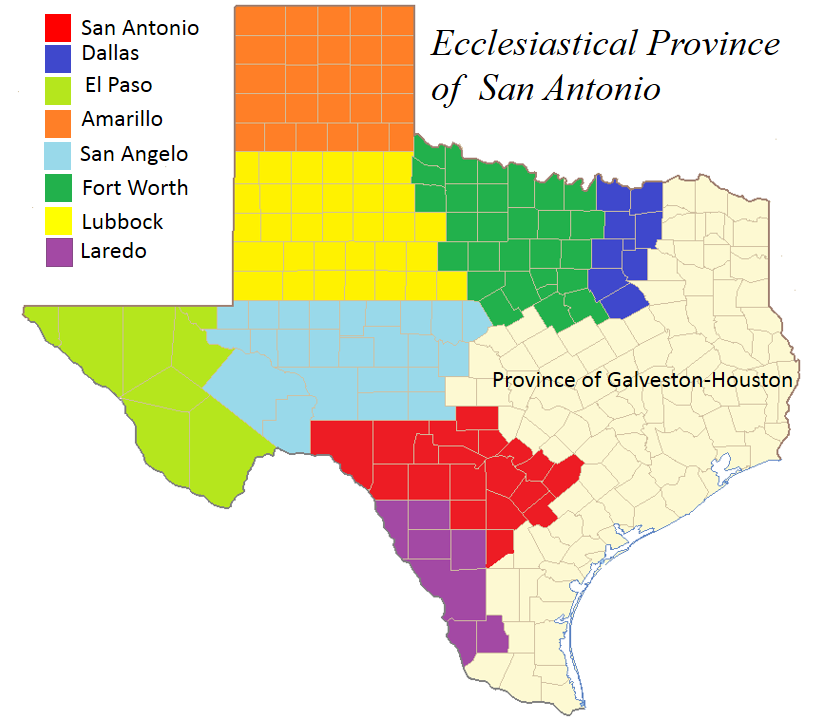
Province ecclésiastique de San Antonio.

#### Hors province
- Ordinariat personnel de la chaire de Saint-Pierre

### Région XI
La région XI regroupe les diocèses de la Californie, de Hawaï, du Nevada et de l'Utah.

#### Province ecclésiastique de Las Vegas
- Archidiocèse de Las Vegas (Liste des évêques de Las Vegas)
  - Diocèse de Reno (en) (Liste des évêques de Reno)
  - Diocèse de Salt Lake City (Liste des évêques de Salt Lake City)[note 1]

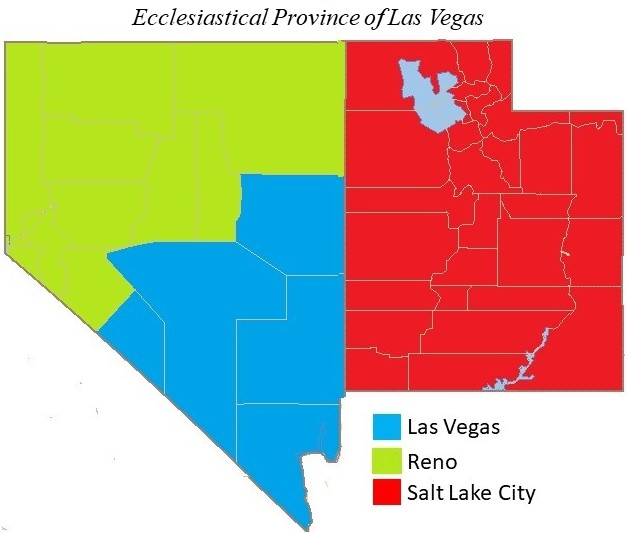
Province ecclésiastique de Las Vegas.

#### Province ecclésiastique de Los Angeles
- Archidiocèse de Los Angeles (Liste des évêques et archevêques de Los Angeles)
  - Diocèse de Fresno (en) (Liste des évêques de Fresno)
  - Diocèse de Monterey en Californie (Liste des évêques de Monterey en Californie)
  - Diocèse d'Orange en Californie (Liste des évêques d'Orange en Californie)
  - Diocèse de San Bernardino (Liste des évêques de San Bernardino)
  - Diocèse de San Diego (Liste des évêques de San Diego)

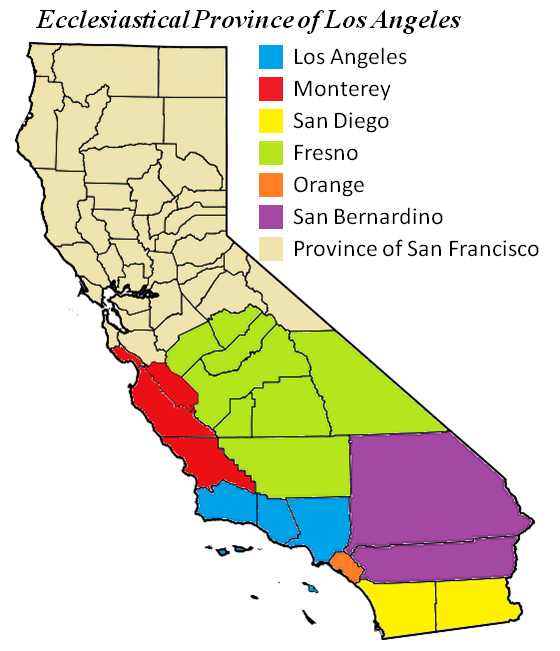
Province ecclésiastique de Los Angeles.

#### Province ecclésiastique de San Francisco
- Archidiocèse de San Francisco (Liste des archevêques de San Francisco)
  - Diocèse d'Honolulu (Liste des évêques d'Honolulu)
  - Diocèse de Las Vegas (Liste des évêques de Las Vegas)
  - Diocèse d'Oakland (Liste des évêques d'Oakland)
  - Diocèse de Sacramento (en) (Liste des évêques de Sacramento)
  - Diocèse de San José en Californie (en) (Liste des évêques de San José en Californie)
  - Diocèse de Santa Rosa en Californie (en) (Liste des évêques de Santa Rosa en Californie)
  - Diocèse de Stockton (en) (Liste des évêques de Stockton)

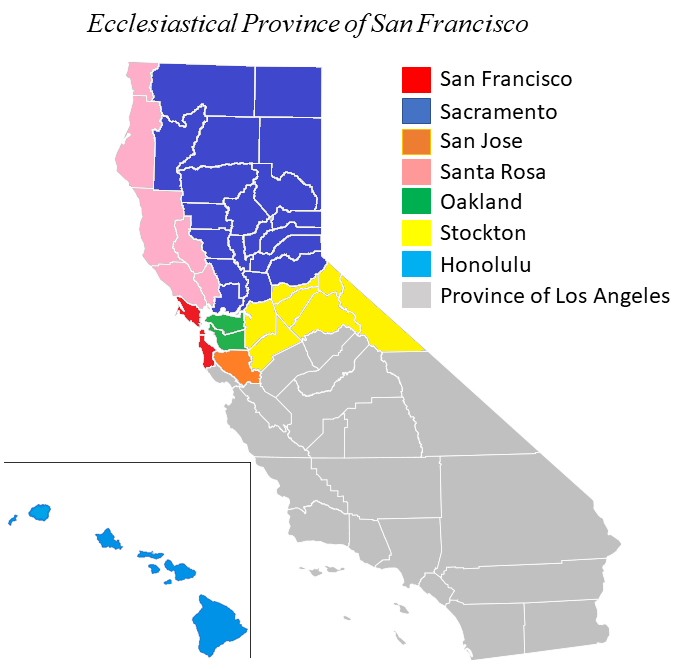
Province ecclésiastique de San Francisco.

### Région XII
La région XII regroupe les diocèses de l'Alaska, de l'Idaho, du Montana, de l'Oregon et de l'État de Washington.

#### Province ecclésiastique d'Anchorage-Juneau

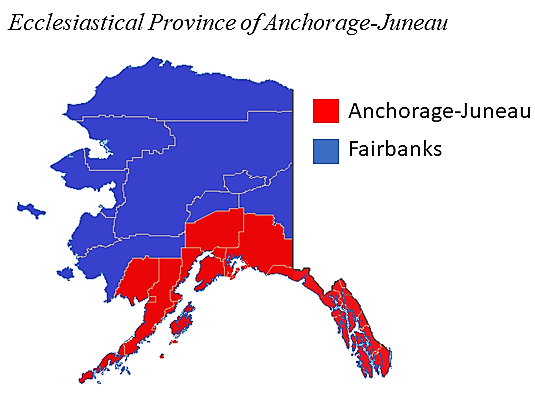
Province ecclésiastique d'Anchorage-Juneau.

- Archidiocèse d'Anchorage-Juneau
  - Diocèse de Fairbanks

#### Province ecclésiastique de Portland en Oregon
- Archidiocèse de Portland en Oregon (Liste des évêques et archevêques de Portland en Oregon)
  - Diocèse de Baker (Liste des évêques de Baker)
  - Diocèse de Boise (Liste des évêques de Boise City)
  - Diocèse de Great Falls-Billings (Liste des évêques de Great Falls-Billings)
  - Diocèse d'Helena (Liste des évêques d'Helena)

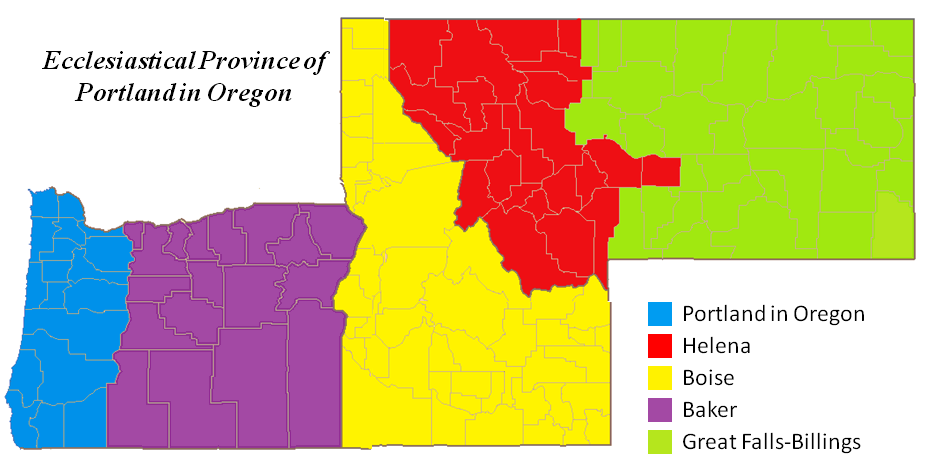
Province ecclésiastique de Portland en Oregon.

#### Province ecclésiastique de Seattle

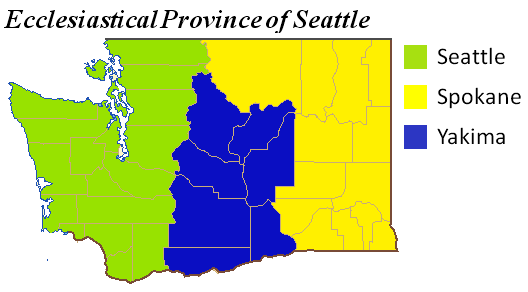
Province ecclésiastique de Seattle.

- Archidiocèse de Seattle
  - Diocèse de Spokane
  - Diocèse de Yakima

### Région XIII
La région XIII regroupe les diocèses de l'Arizona, du Colorado, du Nouveau-Mexique de l'Utah et du Wyoming.

#### Province ecclésiastique de Denver
- Archidiocèse de Denver (Liste des évêques et archevêques de Denver)

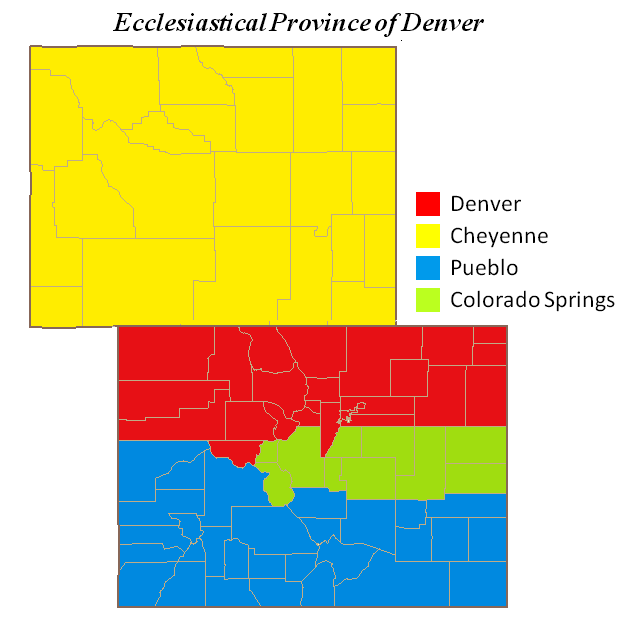
Province ecclésiastique de Denver.

  - Diocèse de Cheyenne
  - Diocèse de Colorado Springs
  - Diocèse de Pueblo

#### Province ecclésiastique de Santa Fe
- Archidiocèse de Santa Fe (Liste des évêques et archevêques de Santa Fe)
  - Diocèse de Gallup (Liste des évêques de Gallup)
  - Diocèse de Las Cruces (Liste des évêques de Las Cruces)
  - Diocèse de Phoenix (Liste des évêques de Phoenix)
  - Diocèse de Tucson (Liste des évêques de Tucson)

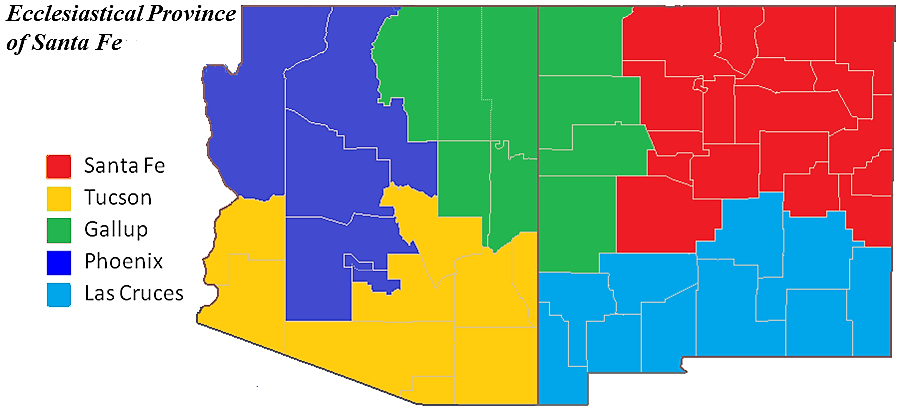
Province ecclésiastique de Santa Fe.

#### Province ecclésiastique de San Francisco
- Diocèse de Salt Lake City (Liste des évêques de Salt Lake City)[note 1]

### Région XIV
La région XIV regroupe les diocèses de Floride, de Géorgie, de Caroline du nord et du Caroline du sud.

#### Province ecclésiastique d'Atlanta
- Archidiocèse d'Atlanta (Liste des évêques et archevêques d'Atlanta)
  - Diocèse de Charleston (Liste des évêques de Charleston)
  - Diocèse de Charlotte
  - Diocèse de Raleigh (Liste des évêques de Raleigh)
  - Diocèse de Savannah (Liste des évêques de Savannah)

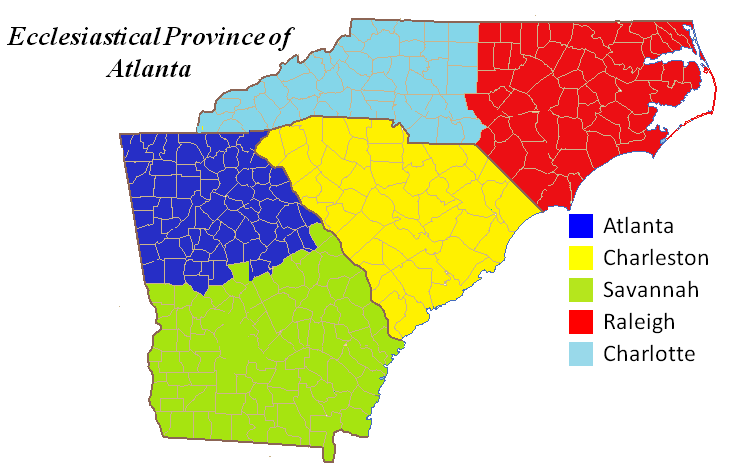
Province ecclésiastique d'Atlanta.

#### Province ecclésiastique de Miami
- Archidiocèse de Miami (Liste des évêques et archevêques de Miami)
  - Diocèse d'Orlando
  - Diocèse de Palm Beach (Liste des évêques de Palm Beach)
  - Diocèse de Pensacola-Tallahassee (Liste des évêques de Pensacola-Tallahassee)
  - Diocèse de Saint Augustine (Liste des évêques de Saint Augustine)
  - Diocèse de Saint Petersburg (Liste des évêques de Saint Petersburg)

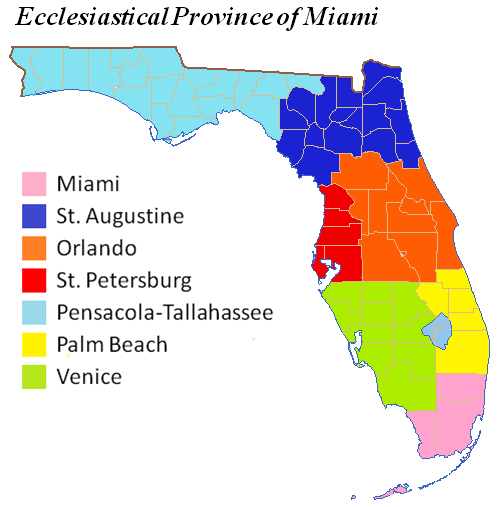
Province ecclésiastique de Miami.

  - Diocèse de Venice

### Région XV
La région XV regroupe les juridictions des Églises catholiques orientales aux États-Unis. 

#### Église grecque-catholique ukrainienne
- Archéparchie de Philadelphie des Ukrainiens
  - Éparchie Saint-Josephat de Parma des Ukrainiens
  - Éparchie Saint-Nicolas de Chicago des Ukrainiens
  - Éparchie de Stamford des Ukrainiens

#### Église grecque-catholique ruthène
- Archéparchie de Pittsburgh des Ruthènes (en) (sui iuris)
  - Éparchie de Phoenix des Ruthènes
  - Éparchie de Parma des Ruthènes
  - Éparchie de Passaic des Ruthènes

#### Église grecque-catholique roumaine
- Éparchie Saint Georges de Canton des Roumains

#### Église grecque-catholique melkite
- Éparchie de Newton des Melkites

#### Église catholique arménienne
- Éparchie Notre-Dame de Nareg des Arméniens à New York

#### Église catholique chaldéenne
- Éparchie Saint-Pierre Apôtre de San Diego des Chaldéens
- Éparchie Saint-Thomas l'Apôtre de Détroit des Chaldéens

#### Église maronite
- Éparchie Saint-Maron de Brooklyn des Maronites
- Éparchie Notre-Dame du Liban de Los Angeles des Maronites

#### Église catholique syriaque
- Éparchie Notre-Dame de la Délivrance de Newark des Syriaques

#### Église catholique syro-malabare
- Éparchie Saint-Thomas-l'Apôtre de Chicago des Syro-Malabars

#### Église catholique syro-malankare
- Éparchie Sainte-Marie reine de la Paix des syro-malankars des États-Unis et du Canada